# Helmut Heinrich (Politiker)
Helmut Heinrich (* 4. Dezember 1947 in Berlin) ist ein deutscher Politiker der CDU.
Heinrich, der 1967 sein Abitur ablegte, besuchte die Verwaltungsschule und schloss seine Ausbildung 1972 mit der Laufbahnprüfung zum Diplom-Verwaltungswirt (FH) ab. Er war als Sachbearbeiter, als Gruppenleiter im Personalamt und Stadtvormund tätig, später leitete er die Personalwirtschaft und war von 1984 an Referent beim Berliner Senator für Verkehr und Betriebe, zuletzt in der Funktion eines Regierungsdirektors. Er war zudem Mitglied der Komba, dort auch im Landesvorstand aktiv, und er gehörte dem Vorstand der Keller-Budenberg-Stiftung an.
1977 trat Heinrich in die CDU ein, in der er ab 1985 den Posten des stellvertretenden Ortsverbandsvorsitzenden bekleidete. Später stieg er auch in den Kreis- und den Landesvorstand auf. 1989 wurde er zum Bezirksstadtrat für Wirtschaft und Finanzen im Bezirk Charlottenburg berufen, von 1995 an durfte er auch das Amt des stellvertretenden Bezirksbürgermeisters bekleiden. 1999 schied er aus dem Amt des Bezirksstadtrats aus, wurde dafür aber ins Abgeordnetenhaus von Berlin gewählt, dem er bis 2001 angehörte.